# Himertosoma rutshuruense
Himertosoma rutshuruense är en stekelart som först beskrevs av Pierre L. G. Benoit 1955.  Himertosoma rutshuruense ingår i släktet Himertosoma och familjen brokparasitsteklar. Inga underarter finns listade i Catalogue of Life.